# FIA-Formel-2-Rennwochenende in Österreich 2024
Das FIA-Formel-2-Rennwochenende in Österreich 2024 war der siebte Lauf der FIA-Formel-2-Meisterschaft 2024 und fand vom 28. bis 30. Juni auf dem Red Bull Ring in Spielberg statt.

## Meldeliste
Alle Teams und Fahrer verwendeten das Dallara-Chassis F2 2024, 3,4-Liter-V634-Turbomotoren von Renault-Mecachrome und Reifen von Pirelli.
| Team                  | Nr. | Fahrer                | Chassis         | Motor             | Reifen |
| --------------------- | --- | --------------------- | --------------- | ----------------- | ------ |
| ART Grand Prix        | 01  | Victor Martins        | Dallara F2 2024 | Mecachrome 3.4 V6 | P      |
| ART Grand Prix        | 02  | Zak O’Sullivan        | Dallara F2 2024 | Mecachrome 3.4 V6 | P      |
| Prema Racing          | 03  | Oliver Bearman        | Dallara F2 2024 | Mecachrome 3.4 V6 | P      |
| Prema Racing          | 04  | Andrea Kimi Antonelli | Dallara F2 2024 | Mecachrome 3.4 V6 | P      |
| Rodin Motorsport      | 05  | Zane Maloney          | Dallara F2 2024 | Mecachrome 3.4 V6 | P      |
| Rodin Motorsport      | 06  | Ritomo Miyata         | Dallara F2 2024 | Mecachrome 3.4 V6 | P      |
| DAMS Lucas Oil        | 07  | Jak Crawford          | Dallara F2 2024 | Mecachrome 3.4 V6 | P      |
| DAMS Lucas Oil        | 08  | Juan Manuel Correa    | Dallara F2 2024 | Mecachrome 3.4 V6 | P      |
| Invicta Racing        | 09  | Kush Maini            | Dallara F2 2024 | Mecachrome 3.4 V6 | P      |
| Invicta Racing        | 10  | Gabriel Bortoleto     | Dallara F2 2024 | Mecachrome 3.4 V6 | P      |
| MP Motorsport         | 11  | Dennis Hauger         | Dallara F2 2024 | Mecachrome 3.4 V6 | P      |
| MP Motorsport         | 12  | Franco Colapinto      | Dallara F2 2024 | Mecachrome 3.4 V6 | P      |
| Van Amersfoort Racing | 14  | Enzo Fittipaldi       | Dallara F2 2024 | Mecachrome 3.4 V6 | P      |
| Van Amersfoort Racing | 15  | Rafael Villagómez     | Dallara F2 2024 | Mecachrome 3.4 V6 | P      |
| Hitech Pulse-Eight    | 16  | Amaury Cordeel        | Dallara F2 2024 | Mecachrome 3.4 V6 | P      |
| Hitech Pulse-Eight    | 17  | Paul Aron             | Dallara F2 2024 | Mecachrome 3.4 V6 | P      |
| Campos Racing         | 20  | Isack Hadjar          | Dallara F2 2024 | Mecachrome 3.4 V6 | P      |
| Campos Racing         | 21  | Josep Maria Martí     | Dallara F2 2024 | Mecachrome 3.4 V6 | P      |
| Trident               | 22  | Richard Verschoor     | Dallara F2 2024 | Mecachrome 3.4 V6 | P      |
| Trident               | 23  | Roman Staněk          | Dallara F2 2024 | Mecachrome 3.4 V6 | P      |
| AIX Racing            | 24  | Joshua Dürksen        | Dallara F2 2024 | Mecachrome 3.4 V6 | P      |
| AIX Racing            | 25  | Taylor Barnard        | Dallara F2 2024 | Mecachrome 3.4 V6 | P      |

## Klassifikationen

### Qualifying
| Pos.                                                                                     | Fahrer                | Team                  | Zeit     | SPR | HAU |
| ---------------------------------------------------------------------------------------- | --------------------- | --------------------- | -------- | --- | --- |
| 01                                                                                       | Dennis Hauger         | MP Motorsport         | 1:15,487 | 10  | 01  |
| 02                                                                                       | Joshua Dürksen        | AIX Racing            | 1:15,495 | 09  | 02  |
| 03                                                                                       | Gabriel Bortoleto     | Invicta Racing        | 1:15,601 | 08  | 03  |
| 04                                                                                       | Franco Colapinto      | MP Motorsport         | 1:15,648 | 07  | 04  |
| 05                                                                                       | Paul Aron             | Hitech Pulse-Eight    | 1:15,721 | 06  | 05  |
| 06                                                                                       | Taylor Barnard        | AIX Racing            | 1:15,807 | 05  | 06  |
| 07                                                                                       | Isack Hadjar          | Campos Racing         | 1:15,828 | 04  | 07  |
| 08                                                                                       | Josep Maria Martí     | Campos Racing         | 1:15,893 | 03  | 08  |
| 09                                                                                       | Oliver Bearman        | Prema Racing          | 1:15,900 | 02  | 09  |
| 10                                                                                       | Kush Maini            | Invicta Racing        | 1:15,911 | 01  | 10  |
| 11                                                                                       | Amaury Cordeel        | Hitech Pulse-Eight    | 1:15,920 | 11  | 11  |
| 12                                                                                       | Zak O’Sullivan        | ART Grand Prix        | 1:15,969 | 12  | 12  |
| 13                                                                                       | Victor Martins        | ART Grand Prix        | 1:15,995 | 13  | 13  |
| 14                                                                                       | Jak Crawford          | DAMS Lucas Oil        | 1:16,007 | 14  | 14  |
| 15                                                                                       | Enzo Fittipaldi       | Van Amersfoort Racing | 1:16,047 | 15  | 15  |
| 16                                                                                       | Andrea Kimi Antonelli | Prema Racing          | 1:16,158 | 16  | 16  |
| 17                                                                                       | Richard Verschoor     | Trident               | 1:16,217 | 17  | 17  |
| 18                                                                                       | Rafael Villagómez     | Van Amersfoort Racing | 1:16,270 | 18  | 18  |
| 19                                                                                       | Juan Manuel Correa    | DAMS Lucas Oil        | 1:16,290 | 19  | 19  |
| 20                                                                                       | Zane Maloney          | Rodin Motorsport      | 1:16,292 | 20  | 20  |
| 21                                                                                       | Ritomo Miyata         | Rodin Motorsport      | 1:16,348 | 21  | 21  |
| 22                                                                                       | Roman Staněk          | Trident               | 1:16,462 | 22  | 22  |
| 107-Prozent-Zeit: 1:20,771 min (bezogen auf die Pole-Position-Bestzeit von 1:15,487 min) |                       |                       |          |     |     |
| Quelle:                                                                                  |                       |                       |          |     |     |

### Sprintrennen
| Pos.                                                                      | Fahrer                | Team                  | Runden | Zeit      | Start | Schnellste Runde |
| ------------------------------------------------------------------------- | --------------------- | --------------------- | ------ | --------- | ----- | ---------------- |
| 01                                                                        | Oliver Bearman        | Prema Racing          | 28     | 37:22,959 | 02    | 1:19,670 (06.)   |
| 02                                                                        | Josep Maria Martí     | Campos Racing         | 28     | + 1,751   | 03    | 1:19,451 (05.)   |
| 03                                                                        | Paul Aron             | Hitech Pulse-Eight    | 28     | + 3,003   | 06    | 1:19,048 (07.)   |
| 04                                                                        | Gabriel Bortoleto     | Invicta Racing        | 28     | + 3,655   | 08    | 1:19,265 (09.)   |
| 05                                                                        | Dennis Hauger         | MP Motorsport         | 28     | + 11,030  | 10    | 1:19,494 (25.)   |
| 06                                                                        | Jak Crawford          | DAMS Lucas Oil        | 28     | + 11,677  | 14    | 1:19,718 (25.)   |
| 07                                                                        | Kush Maini            | Invicta Racing        | 28     | + 13,703  | 01    | 1:19,246 (05.)   |
| 08                                                                        | Joshua Dürksen        | AIX Racing            | 28     | + 13,887  | 09    | 1:19,746 (07.)   |
| 09                                                                        | Zak O’Sullivan        | ART Grand Prix        | 28     | + 15,866  | 12    | 1:19,739 (05.)   |
| 10                                                                        | Victor Martins        | ART Grand Prix        | 28     | + 19,852  | 13    | 1:19,857 (07.)   |
| 11                                                                        | Franco Colapinto      | MP Motorsport         | 28     | + 21,546  | 07    | 1:19,627 (05.)   |
| 12                                                                        | Taylor Barnard        | AIX Racing            | 28     | + 22,305  | 05    | 1:19,576 (06.)   |
| 13                                                                        | Isack Hadjar          | Campos Racing         | 28     | + 22,857  | 04    | 1:19,767 (06.)   |
| 14                                                                        | Enzo Fittipaldi       | Van Amersfoort Racing | 28     | + 23,629  | 15    | 1:19,711 (09.)   |
| 15                                                                        | Andrea Kimi Antonelli | Prema Racing          | 28     | + 23,728  | 16    | 1:19,780 (09.)   |
| 16                                                                        | Juan Manuel Correa    | DAMS Lucas Oil        | 28     | + 26,445  | 19    | 1:19,915 (09.)   |
| 17                                                                        | Zane Maloney          | Rodin Motorsport      | 28     | + 27,184  | 20    | 1:19,685 (06.)   |
| 18                                                                        | Amaury Cordeel        | Hitech Pulse-Eight    | 28     | + 27,597  | 11    | 1:20,026 (10.)   |
| 19                                                                        | Rafael Villagómez     | Van Amersfoort Racing | 28     | + 28,250  | 18    | 1:20,069 (08.)   |
| 20                                                                        | Richard Verschoor     | Trident               | 28     | + 29,804  | 17    | 1:19,796 (09.)   |
| 21                                                                        | Roman Staněk          | Trident               | 28     | + 29,884  | 22    | 1:20,081 (09.)   |
| 22                                                                        | Ritomo Miyata         | Rodin Motorsport      | 28     | + 46,914  | 21    | 1:18,708 (25.)   |
| Schnellste Rennrunde, die für Punkte berechtigt ist: Paul Aron (1:19,048) |                       |                       |        |           |       |                  |
| Quelle:                                                                   |                       |                       |        |           |       |                  |

### Hauptrennen
| Pos.                                                                             | Fahrer                | Team                  | Runden | Zeit      | Start | Schnellste Runde |
| -------------------------------------------------------------------------------- | --------------------- | --------------------- | ------ | --------- | ----- | ---------------- |
| 01                                                                               | Gabriel Bortoleto     | Invicta Racing        | 40     | 53:59,322 | 03    | 1:18,510 (10.)   |
| 02                                                                               | Franco Colapinto      | MP Motorsport         | 40     | + 4,296   | 04    | 1:17,868 (35.)   |
| 03                                                                               | Isack Hadjar          | Campos Racing         | 40     | + 5,553   | 07    | 1:18,577 (10.)   |
| 04                                                                               | Enzo Fittipaldi       | Van Amersfoort Racing | 40     | + 11,399  | 15    | 1:18,824 (09.)   |
| 05                                                                               | Paul Aron             | Hitech Pulse-Eight    | 40     | + 11,437  | 05    | 1:19,008 (14.)   |
| 06                                                                               | Joshua Dürksen        | AIX Racing            | 40     | + 12,562  | 02    | 1:19,349 (13.)   |
| 07                                                                               | Amaury Cordeel        | Hitech Pulse-Eight    | 40     | + 22,557  | 11    | 1:18,229 (34.)   |
| 08                                                                               | Taylor Barnard        | AIX Racing            | 40     | + 27,634  | 06    | 1:19,293 (12.)   |
| 09                                                                               | Zak O’Sullivan        | ART Grand Prix        | 40     | + 32,180  | 12    | 1:18,767 (34.)   |
| 10                                                                               | Jak Crawford          | DAMS Lucas Oil        | 40     | + 32,244  | 14    | 1:18,131 (36.)   |
| 11                                                                               | Victor Martins        | ART Grand Prix        | 40     | + 32,613  | 13    | 1:19,438 (10.)   |
| 12                                                                               | Dennis Hauger         | MP Motorsport         | 40     | + 33,470  | 01    | 1:19,227 (14.)   |
| 13                                                                               | Andrea Kimi Antonelli | Prema Racing          | 40     | + 34,724  | 16    | 1:18,602 (10.)   |
| 14                                                                               | Juan Manuel Correa    | DAMS Lucas Oil        | 40     | + 35,143  | 19    | 1:19,335 (10.)   |
| 15                                                                               | Josep Maria Martí     | Campos Racing         | 40     | + 36,035  | 08    | 1:19,380 (14.)   |
| 16                                                                               | Rafael Villagómez     | Van Amersfoort Racing | 40     | + 49,792  | 18    | 1:19,194 (36.)   |
| 17                                                                               | Kush Maini            | Invicta Racing        | 40     | + 51,433  | 10    | 1:18,507 (33.)   |
| 18                                                                               | Roman Staněk          | Trident               | 40     | + 55,494  | 22    | 1:18,829 (34.)   |
| –                                                                                | Ritomo Miyata         | Rodin Motorsport      | 34     | DNF       | 21    | 1:18,231 (31.)   |
| –                                                                                | Richard Verschoor     | Trident               | 21     | DNF       | 17    | 1:18,692 (11.)   |
| –                                                                                | Oliver Bearman        | Prema Racing          | 20     | DNF       | 09    | 1:19,994 (10.)   |
| –                                                                                | Zane Maloney          | Rodin Motorsport      | 04     | DNF       | 20    | 1:20,579 (02.)   |
| Schnellste Rennrunde, die für Punkte berechtigt ist: Franco Colapinto (1:17,868) |                       |                       |        |           |       |                  |
| Quelle:                                                                          |                       |                       |        |           |       |                  |

Anmerkungen
1. ↑  Paul Aron erhielt eine Fünf-Sekunden-Strafe (Abdrängen eines anderen Fahrers), die auf die Endzeit aufaddiert wurde; er verlor eine Position im Endresultat.
2. ↑  Juan Manuel Correa erhielt eine Fünf-Sekunden-Strafe (Überfahren der weißen Linie bei der Boxeneinfahrt), die auf die Endzeit aufaddiert wurde; er verlor fünf Positionen im Endresultat.
3. ↑  Josep Maria Martí erhielt eine Zehn-Sekunden-Stop-and-Go-Strafe (nicht-Durchführung des verpflichtenden Boxenstopps), die in eine 30-Sekunden-Strafe umgewandelt und auf die Endzeit aufaddiert wurde; er verlor elf Positionen im Endresultat.

## Meisterschafts-Stände nach dem Rennwochenende
Beim Hauptrennen (HAU) bekamen die ersten Zehn des Rennens 25, 18, 15, 12, 10, 8, 6, 4, 2 bzw. 1 Punkt(e). Beim Sprintrennen (SPR) erhielten die ersten Acht des Rennens 10, 8, 6, 5, 4, 3, 2 bzw. 1 Punkt(e). Die zusätzlichen zwei Punkte für die Pole-Position im Hauptrennen gingen an Dennis Hauger, der Extrapunkt für die schnellste Rennrunde wurde an Franco Colapinto (HAU) sowie Paul Aron (SPR) vergeben.

### Fahrerwertung
| Pos. | Fahrer                | Team                  | Punkte |
| ---- | --------------------- | --------------------- | ------ |
| 01   | Paul Aron             | Hitech Pulse-Eight    | 117    |
| 02   | Isack Hadjar          | Campos Racing         | 106    |
| 03   | Gabriel Bortoleto     | Invicta Racing        | 85     |
| 04   | Zane Maloney          | Rodin Motorsport      | 75     |
| 05   | Franco Colapinto      | MP Motorsport         | 75     |
| 06   | Jak Crawford          | DAMS Lucas Oil        | 66     |
| 07   | Dennis Hauger         | MP Motorsport         | 62     |
| 08   | Kush Maini            | Invicta Racing        | 52     |
| 09   | Andrea Kimi Antonelli | Prema Racing          | 48     |
| 10   | Enzo Fittipaldi       | Van Amersfoort Racing | 44     |
| 11   | Zak O’Sullivan        | ART Grand Prix        | 42     |

| Pos. | Fahrer             | Team                  | Punkte |
| ---- | ------------------ | --------------------- | ------ |
| 12   | Josep Maria Martí  | Campos Racing         | 37     |
| 13   | Juan Manuel Correa | DAMS Lucas Oil        | 30     |
| 14   | Oliver Bearman     | Prema Racing          | 28     |
| 15   | Amaury Cordeel     | Hitech Pulse-Eight    | 25     |
| 16   | Joshua Dürksen     | AIX Racing            | 24     |
| 17   | Victor Martins     | ART Grand Prix        | 21     |
| 18   | Ritomo Miyata      | Rodin Motorsport      | 19     |
| 19   | Richard Verschoor  | Trident               | 17     |
| 20   | Taylor Barnard     | AIX Racing            | 14     |
| 21   | Roman Staněk       | Trident               | 13     |
| 22   | Rafael Villagómez  | Van Amersfoort Racing | 8      |

### Teamwertung
| Pos. | Konstrukteur       | Punkte |
| ---- | ------------------ | ------ |
| 01   | Campos Racing      | 143    |
| 02   | Hitech Pulse-Eight | 142    |
| 03   | MP Motorsport      | 137    |
| 04   | Invicta Racing     | 137    |
| 05   | DAMS Lucas Oil     | 96     |
| 06   | Rodin Motorsport   | 94     |

| Pos. | Konstrukteur          | Punkte |
| ---- | --------------------- | ------ |
| 07   | Prema Racing          | 76     |
| 08   | ART Grand Prix        | 63     |
| 09   | Van Amersfoort Racing | 52     |
| 10   | AIX Racing            | 38     |
| 11   | Trident               | 30     |